# Municipio de Victor (condado de Marshall)
El municipio de Victor (en inglés: Victor Township) es un municipio ubicado en el condado de Marshall en el estado estadounidense de Dakota del Sur. En el año 2010 tenía una población de 37 habitantes y una densidad poblacional de 0,37 personas por km².

## Geografía
El municipio de Victor se encuentra ubicado en las coordenadas 45°53′21″N 97°32′20″O / 45.88917, -97.53889. Según la Oficina del Censo de los Estados Unidos, el municipio tiene una superficie total de 100.35 km², de la cual 99,61 km² corresponden a tierra firme y (0,73 %) 0,74 km² es agua.

## Demografía
Según el censo de 2010, había 37 personas residiendo en el municipio de Victor. La densidad de población era de 0,37 hab./km². De los 37 habitantes, el municipio de Victor estaba compuesto por el 100 % blancos. Del total de la población el 0 % eran hispanos o latinos de cualquier raza.